# 狂飆辣妹
《狂飆辣妹》是西班牙女歌手罗莎莉亚的第3張錄音室專輯，於2022年3月18日通過哥伦比亚唱片發行。專輯找來多位音樂人參與製作，包含Dylan Wiggins、El Guincho、弗蘭克·杜克斯、麥可·烏佐烏魯、諾亞·高德斯坦（Noah Goldstein）、法瑞尔·威廉姆斯、Sir Dylan、Sky Rompiendo、Tainy、堤·漢姆和威肯。
《狂飆辣妹》獲得商業和評價成功。專輯登上多國音樂排行榜，拿下西班牙冠軍，獲頒白金唱片認證。而根據評論匯總網站Metacritic，《狂飆辣妹》以根據17份評論獲得94/100分，是2022年得分最高的專輯。